# Přeslech
Přeslech, je zkreslené vnímání informace obsažené ve sluchovém vjemu. Mají na něm podíl technické nebo fyziologické příčiny. Přeslech může souviset s určitou, jemu napomáhající, gramatickou strukturou věty jako v následujícím příkladu.

## Jednoduchý příklad
Jednoduchý příklad přeslechu, čili situace, kdy věta zní v podání mluvčího správně, je tento:
„cestu k nehodě záchranářům komplikovalo špatné počasí a nízká viditelnost“ 
Stačí rozdíl jediné hlásky, která je přeslechnuta, aby se význam věty zcela změnil:
„cestu k nehodě záchranářů komplikovaly špatné počasí a nízká viditelnost“ 

## Úloha správné intonace
Do kategorie přeslechu lze zařadit i špatnou interpretaci slyšeného v důsledku nesprávné intonace nebo jejího špatného vystižení (nejen kvůli sluchové vadě nebo technickým příčinám ale – mnohem častěji – nedostatečného soustředění se na pochopení, „slabost“ k němu).
„technik by ti to vysvětlil lépe, ale stejně…“
Slovo „stejně“ může při určité intonaci znamenat nedokončenou větu, např.: „ale stejně, kdybys udělal cokoli, neporozumíš“, čili slovo „stejně“ je použito ve smyslu „přesto“, „navzdory tomu“, „i tak“ a následuje po něm taktní zamlčení dovětku. Nebo při jiné intonaci je věta ukončena a slovo „stejně“ znamená, že technik nemá již žádné jiné, dodatečné informace. Intonace směřující „dolů“, k tečce za větou, by mohla (ale také nemusela – viz dále) pomoci záměr mluvčího tlumočit posluchači.
Výše zmíněnou „slabost“ k pochopení lze jinými slovy nazvat rovněž relativní převahou emocí. Je jí míněn fakt, že prožívání emocí může mít určitou subjektivní nezávislost. Tento fakt je exaktně rozebírán Karlem Sedláčkem a Antonínem Sychrou. Připouštějí subjektivní omezení, s nimiž je spojeno užití intonace k pochopení. Ptají se například: „Jak si vysvětlit, že jeden a týž zvukový podnět, jazykový či hudební, vyvolává u každého jednotlivce poněkud jinou reakci?“ A sami odpovídají: „Konkrétně řečeno: s jednou a touž emocí má každý jednotlivec poněkud jiné zkušenosti a zážitky.“ Odtud plyne možnost špatného vystižení intonace posluchačem v důsledku jeho vlastního emočního naladění a následného přeslechnutí například tečky za větou.

## Zajímavé přeslechy
Vem ty kabáty a věš. Obchodní příručí může být překvapen jakouže to věž má vlastně vzít.
(o upouštění vodní nádrže Lipno) ...lidi po proudu, ti co byli vyplaveni, doopravdy z toho mají někdy mrzutý pocit, že jsou prostě obětí dejme tomu politicko-mocensko-ekonomické hry nebo prostě zájmů lidí, kteří se staví nad ně. Může na mysli vytanout představa, že na dně poloprázdné Lipenské přehrady se staví zástup nějakých lidí.
(nový ministr po obdržení úřadu propouští mnoho zaměstnanců a) ...fotografii pověsil na zeď nabytého úřadu. Posluchač může nabýt dojmu, že ministr nepochybně oprávněně uvolňuje od přebytku zaměstnanců úřad, který je nabitý.
Lze předpokládat, že nyní ve všech třech vládách bude zastoupena sociální demokracie, přičemž v Rakousku a v Česku bude mít premiéry. Posluchač může považovat slovo „premiéry“ nikoli za osoby, ale za první účinkování sociální demokracie (její „premiéry“ v Rakousku a Česku).
Premiér si za jmény svých ministrů stojí. Další na tahu je prezident. Posluchač může nabýt dojmu, že jde o narážku na to, že prezident natahuje proces jmenování vlády, i když původní sdělení je významově neutrální.
v Německu se hovoří o vyšší kriminalitě cizinců (tj. ušlechtilejší, hodnotnější kriminalitě?)
Podrobnosti zjišťovala Jitka Olověná od profesora Pištěka. (tj. k němu patří?)
Lotyšsko není stranou konfliktu. (kde? nebo kým?)
Podle očekávání Morales ve volebním klání snadno zvítězil díky slibu, že zkonsoliduje sociální reformy, jež dramaticky snížily chudobu a prohloubily roli státu v ekonomice, která primárně stojí na těžbě zemního plynu a ropy. (kdo trvrdí, že „prý marně“ stojí na těžbě plynu a ropy?)
S mikrofonem za okem se do ÚVN vydáme příště znovu. (METEOR 14. 5. 2016) Působí to jako parafráze rčení "mít něco za uchem" nebo "mít za ušima" (tesař nosí za uchem tužku). Ve skutečnosti šlo o upoutávku na rozhovor o lidském oku s lékařem, pracujícím v té nemocnici.
Zatím není jasné, jak iniciativa Peleton stojící za Kroměřížskou výzvou zajistí, aby výsledkem jejího snažení byl skutečně kandidát, který bude všemi přijímanou morální autoritou smiřující společnost. U počáteční formulace "zatím není jasné, jak iniciativa Peleton stojící za Kroměřížskou výzvou zajistí" mohl mít posluchač na chvíli pocit, že jakási iniciativa má zajistit, zabezpečit nějaký peleton, stojící za Kroměřížskou výzvou.
Dnes Slovensko přebírá předsednictví EU. Je to vůbec poprvé od doby, kdy do EU vstoupilo. Poprvé od "doby" Slovensko po mnoha marných pokusech vstoupilo do EU? (Srv. Je to vůbec poprvé od prohry, kdy vstal z postele.)
Po rychlém zhroucení puče ovšem nastala zcela jiná situace – davy v ulicích (a) posílený prezident Erdogan a vláda zahájili už během soboty rozsáhlé zatýkání a čistky v armádě, policii i justici. Tvar "davy" zde nezabraňuje dvojsmyslnosti – je srovnatelný s jednotným číslem "dav", které přímo nabízí mozku doplnit spojku "a" a vytvořit tak nový smysl věty. Ostatně – k špatnému porozumění smyslu věty by stačila čárka, jsoucí či chybějící za "davy v ulicích".
...s čím ale mám problém je když, aby se to lépe prodávalo, se vypůjčí to v uvozovkách vědecké vysvětlení přes tu paměť. (METEOR 27. 8. 2016) Hovořilo se o placebo efektu homeopatie (čili paměti vody). "Vypůjčí" lze přeslechnout jako "vypučí", což je nespisovně "nechá vyrůst". Takže by posluchač mohl nabýt dojmu, že se vědecké vysvětlení přes paměť vody nechá nějakým způsobem vyrůst.
V Jihomoravském kraji si nové vedení rozdělilo křesla. Méně pozorný posluchač může nabýt dojmu, že hnutí "Synové vedení" rozdělilo křesla.
Módu z přelomu 19. a 20. století a obdodbí první republiky představí nová expozice v Muzeu Jindřichohradecka. Posluchač se může domnívat, že "modus přelomu" 19. a 20. století a období první republiky představí daná expozice. Srv. "modus vivendi mezi křesťanstvím a antikou".
Tak teď to už na pořadu dne může být (rozuměj: rušení krajů hnutím ANO), když se kraje zabarvily do tmavomodra. Posluchač může konec věty "mentálně" zkomolit tak, že se kraje zbavily tmavomodra, tj. zbavily se hutí ANO.